# 김태석 (1962년)
김태석(金泰錫, 1962년 9월 21일 ~ )은 대한민국의 공무원이다. 평택지방해양수산청 청장과 한국도선사협회 부회장을 역임했고, 인천항만물류협회 이사장이다. 본관은 김해이다. 경상남도 사천 출신이다.

## 학력
- 곤양고등학교 졸업
- 한국방송통신대학교 행정학 학사
- 인하대학교 대학원 교통물류학 석사

## 경력
- 해양수산부 인사운영팀장
- 울산지방해양수산청 청장
- 평택지방해양수산청 청장
- 한국도선사협회 전무이사
- 한국도선사협회 부회장
- 인천항만물류협회 이사장